# Al Maqam Tower
L'Al Maqam Tower est un gratte-ciel appartenant au complexe Sowwah Square à Abou Dabi aux Émirats arabes unis. Il est identique à l'Al Khatem Tower qui lui est adjacente. Les deux tours s'élèvent à 155 mètres et possèdent 37 étages. Elles ont été achevées en 2012.